# Teoria cech
Teorie cech — w psychologii osobowości jest to podejście zmierzające do opisania osobowości w kategoriach cech — względnie stałych, charakterystycznych dla jednostki, zgeneralizowanych tendencji do określonych zachowań, emocji i sądów, przejawiających się w różnych sytuacjach. Tak rozumiana cecha ma charakter latentny — nie można jej bezpośrednio zaobserwować, posiada status zmiennej pośredniczącej między bodźcem a reakcją.
Teorie cech nastawione są na odkrywanie różnic indywidualnych, rezygnują natomiast z odkrywania mechanizmów osobowości. Badania w tym paradygmacie zmierzają do wyodrębnienia za pomocą analizy czynnikowej podstawowych, nieredukowalnych czynników, stworzenia narzędzi do ich pomiaru (testy osobowości) oraz ustalenia korelatów z innymi cechami indywidualnymi.

## Historia
Gordon Allport stał się pionierem w zakresie badań nad cechami. Te wczesne odkrycia są postrzegane jako początek nowoczesnych badań psychologicznych na temat osobowości.
Później opracowano szeroką gamę alternatywnych teorii i skal, w tym:
- EPQ-R, inaczej teoria trójczynnikowa (ekstrawersja, neurotyzm, psychotyczność) Hansa Eysencka
- 16 czynnikowa teoria osobowości Raymonda Cattella
- Wielka piątka (model pięcioczynnikowy — neurotyczność, ekstrawersja, otwartość na doświadczenie, ugodowość i sumienność), Paul Costa i Robert McCrae